# Francesco Tiberi
Francisco Tiberi (Contigliano, 4 de enero de 1773-Roma, 28 de marzo de 1839) fue un cardenal y diplomático italiano, nuncio en España durante los años finales del reinado de Fernando VII.

## Biografía
Nació en el seno de una familia noble de Rieti. Obtuvo el doctorado en derecho civil y canónico en 1795. Comenzó su carrera trabajando en el departamento pontificio de gracia y justicia, siendo consultor y ponente de diversas congregaciones.
Desde 1809 hasta 1814, durante la invasión napoleónica de Italia, sería encarcelado. En 1814, a su regreso a Roma, es nombrado protonotario apostólico por Pío VII. En el año siguiente sería nombrado delegado apostólico en Macerata, Camerino y Loreto.
En 1816 sería nombrado auditor del Tribunal de la Rota, donde ejercería hasta 1826.
El 9 de enero de 1827 es preconizado arzobispo in partibus de Atenas y nuncio en España. Durante su nunciatura en España tuvo la oportunidad de participar y observar de cerca la vida política y las vicisitudes de los últimos años del reinado de Fernando VII. El 30 de septiembre de 1831 fue elevado a cardenal in pectore, esta elevación se haría pública el 2 de julio de 1832. En este día, también fue nombrado obispo de Iesi en Italia.
En septiembre de 1833, días antes de la muerte de Fernando VII, fue relevado en la nunciatura por Luis Amat.
En 1834 volvió a Roma, bajo la excusa de visitar a Gregorio XVI, pero alejándose de una España inmersa en la Primera Guerra Carlista. Renunció al obispado de Iesi en 1836 por motivos de salud.
Murió en Roma, siendo enterrado en la basílica de Santo Stefano Rotondo, propia de su título cardenalicio.

## Órdenes
- Caballero gran cruz de la Orden de Carlos III (España, 18 de diciembre de 1829)[6]
- Caballero de la Soberana Orden de San Juan vulgo de Malta.(Antes de 1829)[7]
- Caballero de la Orden del Santo Sepulcro. (Antes de 1829)[7]

### Individuales
1. ↑  Balsera Fernández, Antonio (2008). «La diplomacia vaticana en la cuestión sucesoria española (1830-1833)». La libertad de conciencia. XVII Simposio de Historia de la Iglesia en España y América: Academia de Historia Eclesiástica, Sevilla. 15 de mayo de 2006 (Obra Social y Cultural): 135-169. ISBN 978-84-7959-673-6. Consultado el 14 de noviembre de 2021.
2. ↑  Balsera Fernández, 2019, p. 111.
3. 1 2  «Francesco Cardinal Tiberi». Catholic Hierarchy. Consultado el 14 de noviembre de 2021.
4. ↑  Cárcel Ortí, Vicente (2009). «Un siglo de relaciones diplomáticas entre España y la Santa Sede (1834-1931)». Anales de Historia Contemporánea (25): 313-332. ISSN 0212-6559. Consultado el 14 de noviembre de 2021.
5. ↑  «Estados Pontificios - Roma, 2 de agosto». Gazzetta di Genova (64) (Roma). 9 de agosto de 1834. p. 3.
6. ↑  «Kalendario manual y guía de forasteros en Madrid para 1836». Kalendario manual y guía de forasteros en Madrid: 77. 1836.
7. 1 2  Moroni, 1854, p. 171.